# 老七佳部落
老七佳部落（排灣語：Tjuvecekadan，簡稱老七佳）是一個位於屏東縣春日鄉北側的排灣族部落，其地處排灣族聖山石可見山西側山腳的山中谷地，海拔570公尺。部落目前保存有近50幢完整的排灣族傳統北部式石板屋。當地居民大多已於1960年代遷移至新聚落，但仍會於耕作時返回居住。

## 歷史
七佳村可分為老七佳、舊七佳及七佳。

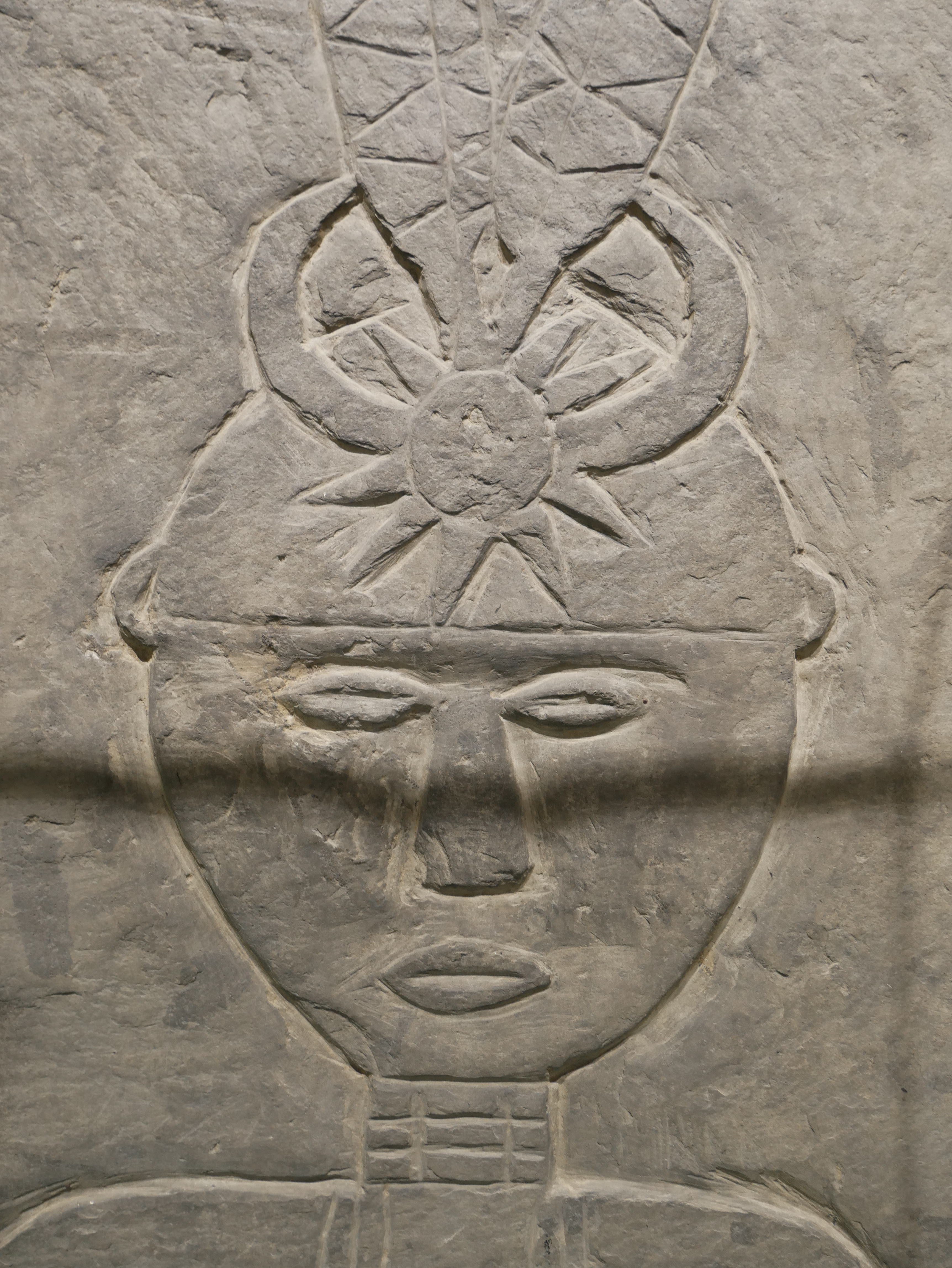
老七佳部落石雕人像（局部，國立臺灣博物館藏）

數百年前，排灣族開始於老七佳定居生活；其居屋特色是以黑色石板作主要建材，根據統計，全村最多曾有約75幢石板屋。
1958年，當局強制將當地居民遷移至力里溪畔的舊七佳；1972年，莉泰颱風破壞舊七佳，居民再度遷移至位在力里國小旁的七佳村。
當地居民遷村後，該部落處荒廢狀態達40餘年。
2001年，在族人陸續返回整修後，老七佳逐步重現往日面貌。現在，部落內保存有約40幢石板屋。

## 文化
雖然當地居民早已遷至新聚落，但其傳統文化仍有維持運作，如歲時祭儀masaljut（收穫祭、豐年祭）、maljeveq（祖靈祭、五年祭）、pusaut（送靈祭），以及生命祭儀papusepi（祈福祭）、seman caucau（命名祭）、semanpulju（除喪祭）等；如此祭儀主要仍由女巫主持，並因此成為排灣族文化傳承的重要地區。

## 其他
2016年，實踐大學臺北校區之石板屋經證實源自老七佳部落。

## 外部連結
- 老七佳石板屋部落的Facebook專頁
- 老七佳石板屋部落 - 查理法特の家的Facebook專頁